# Parlamentní volby v Rusku 2026
Ruské parlamentní volby v roce 2026 se budou konat nejpozději v září 2026. Voleno v nich bude 450 poslanců Státní dumy, dolní komory Federálního shromáždění Ruské federace.
Naposled proběhly parlamentní volby v roce 2021. Tehdy v nich drtivě zvítězila strana Jednotné Rusko vedená tehdejším premiérem viceprezidentem Rady bezpečnosti Ruské federace Dmitrijem Medveděvem. Se ziskem 324 křesel získala ústavní většinu. Volby měly volební účast necelých 52 %.